# 야마다촌 (시가현)
야마다촌(山田村)은 일본 시가현 구리타군에 설치되었던 촌이다. 현재의 구사쓰시 중심부의 서쪽에 해당한다.